# Сейсембаев, Маргулан Калиевич
Маргула́н Кали́евич Сейсемба́ев (каз. Марғұлан Қалиұлы Сейсембаев), также известен как Маргула́н Сейсемба́й (каз. Марғұлан Сейсембай) — основатель образовательной платформы Margulan.info, казахский инвестор, общественный деятель и бизнесмен, председатель совета директоров инвестиционной группы «Сеймар» (1991—2009). Акционер более 100 компаний, в том числе АО «Альянс Банк» (до 31 декабря 2009 года). Президент Федерации шахмат Республики Казахстан (2007—2009). Меценат, филантроп.

## Биография
Родился 2 ноября 1966 года в городе Жезказган. Детство и юность провел в Улытауском районе Джезказганской области. Происходит из рода Баганалы племени Найман . Отец Сейсембаева работал агрономом, семья передвигалась из совхоза в совхоз по Джезказганской области. После окончания школы два года работал чабаном в совхозе Сары-Кенгир, а также старшим пчеловодом в совхозе Амангельды, Улытауского района, Джезказганской области.
С 1987 года обучался в КазГУ им. Кирова по специальности «Правоведение». Самостоятельно выучил английский язык, работал переводчиком с казахского на английский и обратно.  В 1991 году он экстерном сдал 4 и 5 курсы и досрочно  окончил университет с красным дипломом.
Сразу после окончания учебы Сейсембаев становится бизнесменом, открывает частную коммерческую фирму «Сеймар коммерция», которая занималась экспортом казахстанской пшеницы в страны СНГ.
В сентябре 2020 года встретился с президентом Украины Владимиром Зеленским и сообщил, что будет помогать Украине с внедрением и реализацией реформ.

### Карьера
- 1991 — основал частную коммерческую фирму «Сеймар коммерция», которая занималась экспортом казахской пшеницы в страны СНГ.
- 1992 — создан концерн «Сеймар»[10].
- 1995—1997 — началась скупка птицефабрик по всему Казахстану и в 1998 году основана компания «Алматыкус» (позже «Алель Агро»), директором которой назначен Аскар Галин — брат Сейсембаева[11].
- 2000—2001 — Основатель и акционер, Председатель Совета Директоров ОАО «Сеймар»[12].
- с 2001 года — Президент ОАО «Сеймар»[12].
- 2001 год — покупка регионального Иртышбизнесбанка и переименование его в АО «Альянс банк».
- 2002 — за 12 млн долларов покупает у казахстанского собственника 100 % в компании «Кар-Тел», одного из сотовых операторов в Казахстане. На момент покупки у компании было 175 млн. долларов США долгов перед компанией «Моторола» и около 67 млн. долларов США перед казахстанскими банками. Количество абонентов составляло 220 тыс. человек. Оборудование было изношенным, оно было привезено из Турции, где ранее использовалось одним из бывших акционеров.
- с 2003 года — Основатель и акционер, Председатель совета директоров ОАО «Рис Казахстана».
- 2003—2005 — Основатель и акционер, Председатель совета директоров ОАО «Алель Агро»[12].
- 3 октября 2003 — 26 апреля 2004 г. — Основатель, акционер, член Совета Директоров АО «Казахстан кагазы»
- 2004 год — Продажа сотовой компании «Кар-Тел» российской компании «Вымпелком» за 425 млн долларов США (за минусом долгов на сумму 75 млн.долларов)[13]. На момент продажи полностью погашен долг компании Моторола, покрыты сотовой связью все города Казахстана, количество абонентов превысило 600 тыс. человек.
- 2004 год — покупка доли в кыргызском сотовом операторе «Бител».
- 2005 год — продажа 100 % доли в сотовом операторе «Бител» российской компании МТС за 320 млн долларов США.
- 17 июля 2007 года — АО «Альянс Банк» вышел на IPO (Initial Public Offering) на Лондонской фондовой бирже, LSE[14]. Стоимость АО «Альянс Банк» по итогам размещения составила 4 млрд долларов США.
- По итогам IPO Финансовая корпорация «Сеймар Альянс» выручила 720 млн долларов за 17 % акций АО «Альянс Банк»[15].
- По итогам 2007 года собственный капитал Альянс Банка составил 1 млрд. 350 млн долларов США.
- В 2007 году собственный капитал АО "Финансовой Корпорации «Сеймар Альянс» достиг 1 млрд. 850 млн долларов США.
- 2007 год — АО «Альянс Банк» получил рекордную прибыль — 350 млн долларов США после уплаты налогов.
- С ноября 2007 по октябрь 2008 года — председатель правления АО «Финансовая корпорация Сеймар Альянс» и член Совета директоров АО «Финансовая корпорация Сеймар Альянс».
- С ноября 2008 года — председатель совета директоров АО «Финансовая корпорация Сеймар Альянс»[16].
- 2 февраля 2009 г. — контрольный пакет акций АО «Альянс Банк» передан в доверительное управление ФНБ «Самрук-Казына»[17].
- 20 июня 2009 — М.Сейсембаев уезжает за пределы Казахстана[18].
- 2 июля 2009 года — государственный прокурор г. Лихтенштейн по заявлению третьих лиц инициировал уголовное расследование по подозрению в хищении и отмывании денежных средств АО «Альянс Банк»
- 2 сентября 2009 М.Сейсембаев заявил «Решил пока не возвращаться, потому что нет реальных гарантий того, что ситуация будет развиваться справедливым образом. По-моему, есть принципиальная заинтересованность некоторых людей сделать меня в этой ситуации крайним…»[19].
- 4 сентября 2009 года — государственный прокурор г. Цюрих инициировал расследование по подозрению в хищении и отмывании денежных средств АО «Альянс Банк».
- 10 сентября 2009 — Швейцарская Федеральная полиция обратилась с заявлением к государственному прокурору г. Цюрих с заданием начать уголовное расследование против Маргулана и Ерлана Сейсембаевых по подозрению в хищении и отмывании денежных средств АО «Альянс Банк».
- 13 октября 2009 года в отношении Сейсембаева М. К. было возбуждено уголовное дело по обвинениям в организации и руководстве преступной группой с целью хищения средств АО «Альянс Банк» на основании статьи 235 Уголовного кодекса Республики Казахстан (создание и руководство организованной преступной группой или преступным сообществом (преступной организацией)).
- 28 октября 2009 года — Маргулану Сейсембаеву, его братьям и бывшему топ- менеджменту банка (в лице Ж.Ертаева, А.Агеева, Д.Керейбаева, И.Ивановой и др.) предъявлено обвинение в выдаче незаконных гарантий, хищении, отмывании денежных средств, превышении должностных полномочий, незаконного использования денежных средств банка, создании организованной преступной группы[9].
- 4 ноября 2009 года — Государственный прокурор г. Цюрих направляет письмо в Банк HSBC с требованием, чтобы продолжил заморозку нескольких банковских счетов. В этом письме Государственный прокурор г. Цюрих также упомянул, что он тесно работает с Федеральным офисом Департамента юстиции Швейцарии с целью разобраться касательно действительных обвинений в адрес Маргулана Сейсембаева.
- 27 декабря 2009 года, Маргулану Сейсембаеву его братьям и бывшему топ-менеджменту банка (в лице Ж.Ертаева, А.Агеева, Д.Керейбаева, И.Ивановой и др.) было предъявлено обвинение в преступлении согласно пункту «б» части 3 статьи 176 УК РК (присвоение, то есть хищение, чужого имущества, вверенного виновному, совершенное группой лиц по предварительному сговору, с использованием служебного положения, в крупном размере).
- 10 апреля 2010 года прокуратура Казахстана также возбудила в отношении Сейсембаева М. К. уголовное дело по пункту (3)(в) статьи 193 УК РК (Легализация денежных средств или иного имущества, приобретенного незаконным путём).
- 7 мая 2010 года — обвинение по пункту «б» части 3 статьи 176 УК РК в отношении Маргулана Сейсембаева было переквалифицировано в обвинение по пункту 1 статьи 220 УК РК (незаконное использование денежных средств АО «Альянс Банк») и статью 182 (часть 3) (причинение имущественного ущерба путём обмана или злоупотребления доверием) ввиду отсутствия события и состава преступления. Также 7 мая 2010 года Прокуратура Казахстана прекратила уголовные дела в отношении Маргулана Сейсембаева, его братьев и некоторых бывших топ-менеджеров Банка по статьям 193 (часть 3) и 235 (часть 1) УК РК за отсутствием в их действиях состава преступления.
- 12 мая 2010 года — следствие в Казахстане снимает обвинения по ст. 193 ч.3, «Легализация денежных средств или иного имущества, приобретенного незаконным путём», ст.176 «Присвоение или растрата вверенного чужого имущества», ст. 235 ч.3 п.б «Создание и руководство организованной преступной группой или преступным сообществом (преступной организацией) участие в преступном сообществе» ввиду отсутствия события и состава преступления.
- 11 июня 2010 года — международная аудиторская компания BDO forensic services, специализирующаяся на финансовых расследованиях, представила аудиторский отчет о деятельности Сейсембаева М. К. и об использовании денежных средств банка.
- 5 августа 2010 года после получения ответа от Федерального департамента юстиции и долиции Швейцарии, после получения и изучения всех материалов касательно деятельности Сейсембаева М. К. и аудиторского отчета, Государственный прокурор г. Цюрих прекратил расследование за отсутствием события преступления и отказал в возбуждении уголовного дела по подозрению в отмывании денег.
- 17 августа 2010 г. — Окружной суд Княжества г. Лихтенштейн прекратил доследственную проверку по подозрению Маргулана Сейсембаева в злоупотреблении служебным положением, а также по подозрению в отмывании денег за отсутствием события преступления.
- 15 октября 2010 года, Сейсембаев М.К. добровольно является в Дубайское подразделение Интерпола.
- 20 октября 2010 года – паблик прокурор г.Дубая отпускает Сейсембаева М.К. в связи с отсутствием события преступления в его действиях.
- 26 октября 2010 года — Маргулан Сейсембаев добровольно возвращается в Казахстан для содействия следствию и участия в следственных мероприятиях[20].
- 8 января 2011 года — дело в отношении Сейсембаева М. К. и бывших топ-менеджеров АО «Альянс Банк» передается в Медеуский районный суд г. Алматы.
- 5 апреля 2011 года — АО «Альянс Банк» подает иск в Высокий суд Англии, обвиняя Сейсембаева М. К., его братьев и бывший топ-менеджмент банка в отмывании денежных средств, мошенничестве и хищении средств банка. Высокий суд Англии вынес приказ о заморозке всех активов Сейсембаева М. К., его братьев и топ-менеджмента банка по всему миру.
- 8 июля 2011 года — после полугодового судебного разбирательства на открытом судебном заседании Медеуский районный суд оправдал Сейсембаева М. К. по ст. 182 (причинение имущественного ущерба путём обмана или злоупотребления доверием) и признал Сейсембаева М. К. виновным по ст. 220 (незаконное использование денежных средств банка путём выдачи гарантий). Суд приговорил Сейсембаева М. К. к двум годам лишения свободы условно с запретом занимать руководящие должности в банковской сфере в течение 2-х лет и выплате в пользу АО «Альянс Банк» 192 млрд. тенге.
- 15 сентября 2011 года — Апелляционный суд г. Алматы отменяет приговор Медеуского районного суда г. Алматы в части выплаты АО «Альянс Банк» 192 млрд. тенге и признал за АО «Альянс Банк» право на удовлетворение исковых требований и вопроса о размерах взыскания с виновных лиц, на рассмотрение судом в порядке гражданского судопроизводства.
- 23 октября 2011 года — АО «Альянс Банк» подал ходатайство в Верховный Суд Республики Казахстан.
- 14 декабря 2011 года — Высокий суд Англии выносит решение в пользу Сейсембаева М. К., его братьев и бывшего топ-менеджмента банка, а также отказывает в иске АО «Альянс Банк» на основании отсутствия у суда юрисдикции для рассмотрения иска по существу.
- 17 января 2012 года — АО «Альянс Банк» подает апелляцию в Апелляционный суд Англии на решение суда первой инстанции.
- 14 февраля 2012 — Верховный суд Республики Казахстан постановляет оставить ходатайство АО «Альянс Банк» без рассмотрения.
- 15 февраля 2012 года — Бостандыкский районный суд г. Алматы выносит постановление об освобождении от наказания по ст. 220 ч.1 Уголовного Кодекса Республики Казахстан, назначенного по приговору Медеуского районного суда г. Алматы в силу Закона Республики Казахстан об амнистии.
- 17 июня 2012 года — слушание в Апелляционном суде Англии.
- 12 декабря 2012 года — Маргулан Сейсембаев выиграл апелляционный суд Англии у Альянс Банка[21]. Суд принял решение в пользу Сейсембаева М. К., его братьев и бывшего топ-менеджмента банка (всего 15 ответчиков). В частности, Апелляционный Суд Лондона пришел к выводу об отсутствии у него оснований и юрисдикции для рассмотрения спора по существу между АО «Альянс Банк» и 15 ответчиками, которых финансовый институт обвинил в мошенничестве в крупном размере, преступном сговоре и нанесению ущерба в размере 1,1 миллиарда долларов. Также Лондонский Апелляционный Суд постановил разморозить активы Маргулана Сейсембаева и других ответчиков по делу по всему миру. Кроме того, Апелляционный Суд Лондона обязал АО «Альянс Банк» полностью возместить судебные издержки Маргулану Сейсембаеву и другим ответчикам, которые они понесли во время судебных разбирательств в первой и второй судебных инстанциях Лондона. Также судьи Лондонского Апелляционного Суда отказали казахстанскому банку в разрешении обратиться с апелляцией в Верховный Суд Лондона. Однако у АО «Альянс Банк» есть возможность до 11 января 2013 года обратиться за таким разрешением непосредственно в Верховный Суд Лондона (которая является самой высшей и последней судебной инстанцией в английской судебной системе).
- С августа 2013 года — управляющий партнёр хедж-фонда Asadel Capital SPC. Фонд занимается торговлей на международных биржах (NYSE, NSDAQ, CBOE, LSE и пр.)[22][23].
- С октября 2015 года — управляющий партнер Asadel Partners Private Equity Fund (PEF) Kazakhstan/Ukraine[24].
- С февраля 2016 года — инициатор и руководитель команды Nomad Explorer[25][26][27].
- С апреля 2016 года — председатель попечительского совета фонда «Алмалы Жумак»[28][29][30].
- С февраля 2017 года — управляющий партнер и председатель инвестиционного комитета венчурного фонда Asadel Venture Fund[31][32].
- С марта 2017 года — член попечительского совета университета AlmaU. Акционер[33].
- С апреля 2017 года — председатель попечительского совета фонда «Ақ бөкен»[34][35].
- В 2018 году снова покинул Казахстан, когда его вызвали на допрос по делу, связанному с осуществленными им более 10 лет назад сделками с «Вымпелкомом» и МТС[36].
- В 2020 году Маргулан Сейсембаев примкнул к реформаторскому штабу Михаила Саакашвили в государстве Украина[37].

Учредитель Некоммерческого благотворительного фонда «Seimar Social Fund». Учредитель и меценат частной английской школы в Казахстане «Haileybury School Almaty». Спонсор Казахстанского предпринимательского, социально-ответственного университета мирового уровня «Алматы Менеджмент Университет» «AlmaU». Член Клуба Меценатов Казахстана, в который вошли семь молодых бизнесменов Казахстана: Булат Абилов — председатель Клуба, Раимбек Баталов, Еркен Калиев, Кайрат Сатылганов, Маргулан Сейсембаев, Нурлан Смагулов, Нуржан Субханбердин. Клуб Меценатов учредил независимую премию «Тарлан» для видных деятелей литературы, искусства и науки Казахстана, вручалась в семи категориях с 2000 по 2007 год.

## Семья
Жена: Сейсембаева Сауле Каирбаевна (26.01.1972 г.р.).
Дети: дочери — Зере (19.08.1992 г. р.), Дамели (23.11.2008 г. р.), Альмира (23.11.2008 г. р.).

## Другие упоминания в СМИ
- Маргулан Сейсембаев: «Моя шкура на кону»
- Интервью программе Qazaq news. Неделя с Асылбеком Абдуловым, телеканал Тан. 31 мая 2015.
- inform БЮРО Маргулан Сейсембаев: "Пастереллёз ни при чём. «Причина гибели сайги — гептил»
- Exclusive «Танцы на костях»
- Эксперт Казахстан «Смерть без причины»
- Эффективная жизнь Маргулана Сейсембая (2019)
- Маргулан Сейсембаев про бизнес и инвесторов в интервью с экономистом Эриком Найманом (2020)